# Opus Dei
L'Opus Dei (en llatí, 'Obra de Déu'), o formalment Praelatura Sanctae Crucis et Operis Dei  (“Prelatura de la Santa Creu i Opus Dei”):, és una institució de l'Església Catòlica. Ensenya que tothom és cridat a buscar la santedat en la vida ordinària. Segons el fundador, la finalitat de l'Opus Dei és «Contribuir que hi hagi enmig del món homes i dones de totes les races i condicions socials que procuren estimar i servir Déu i els altres homes amb i a través del seu treball.»
Fundat el 2 d'octubre de 1928 per Josepmaria Escrivá de Balaguer, fou aprovat canònicament el 1941 com a pia unió de dret diocesà, pel bisbe de Madrid Leopoldo Eijo y Garay; el 1950, com a institut secular de dret pontifici, per Pius XII. El 1982 fou erigit en la primera i fins ara única prelatura personal per Joan Pau II. Els papes han donat suport a les ensenyances de l'Opus Dei, especialment Joan Pau II. El 2013 el papa Francesc va evocar sant Josepmaria Escrivà de Balaguer com a precursor del Concili Vaticà II al proposar la crida universal a la santedat amb l'Opus Dei. El 14 de juliol de 2022, Francesc va publicar el motu proprio Ad charisma tuendum que en canvia l'estatut i n'atorga el control al Dicasteri per al Clergat. Hi aposta per un govern més carismàtic i menys jeràrquic.
La prelatura està composta majoritàriament per laics, té un presbiterat propi i està governada per un prelat, escollit per alguns membres i designat pel papa. El 55% dels membres de l'Opus Dei són dones i prop del 90% viuen a Europa i Amèrica Llatina.

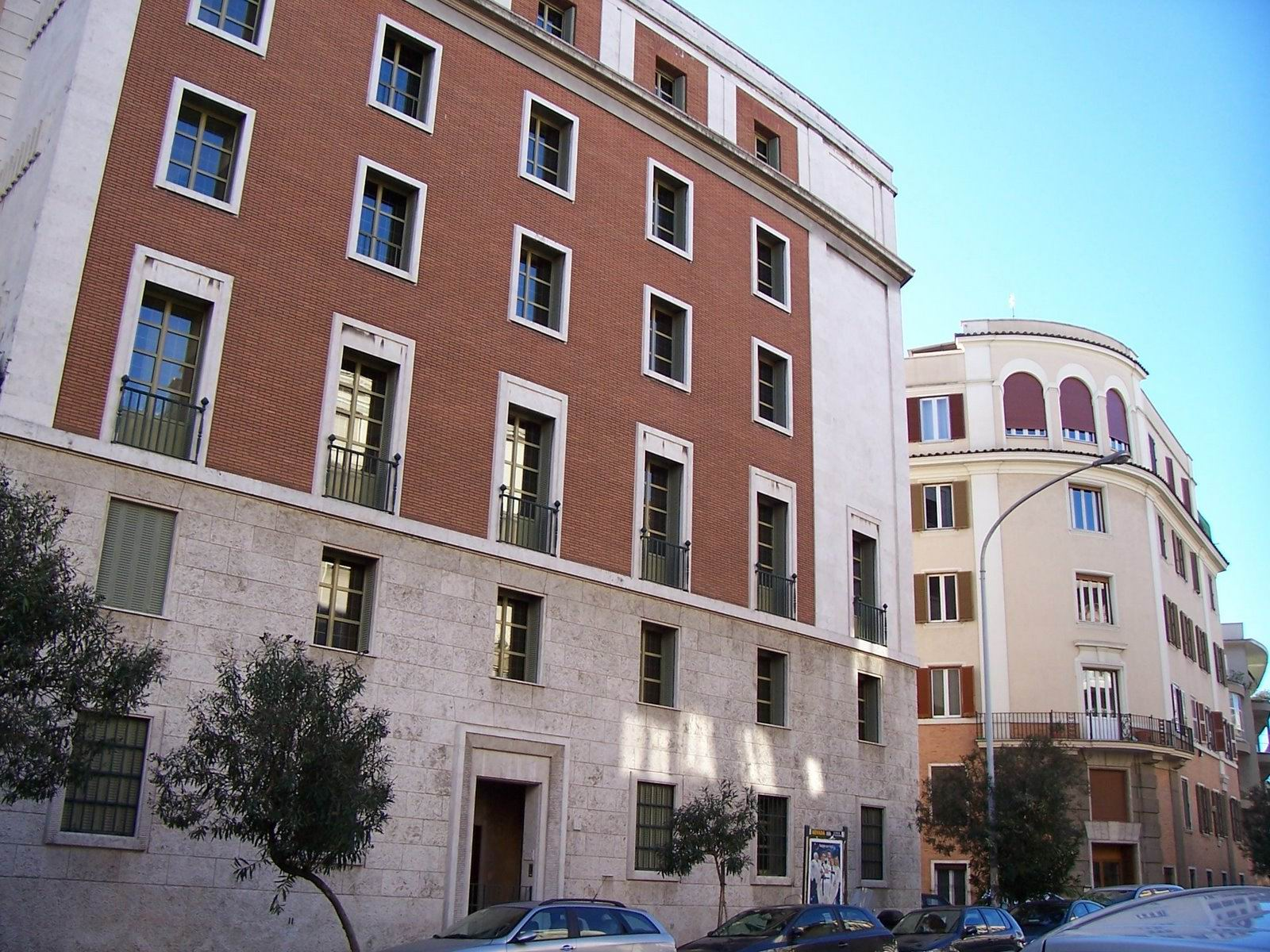
Seu central Mundial de l'Opus Dei situada a Roma

## Missatge i esperit
Escrivà va resumir el paper de l'Opus Dei com "una gran catequesi". Aquesta visió de fundador tingué un gran suport del papa Joan Pau II, que digué que l'Opus Dei va ser fundat ductus divina inspiratione ("sota l'influx de la inspiració divina").
- Vida ordinària. Essent membres de la família de Déu a través del baptisme, els cristians estan cridats a la santedat, una vida coherent amb la seva naturalesa nova com a fills de Déu. La majoria dels cristians han de santificar-se el món. Així segueixen les petjades de Jesucrist, que va treballar com a fuster i va viure com a fill d'una família jueva en un petit poble durant trenta anys.
- Santificació del treball. Qualsevol treball que fan els cristians ha d'estar fet amb esperit d'excel·lència, com un servei efectiu per les necessitats de la societat. Així serà un oferiment degut per a Déu.
- Oració i mortificació. L'amor, l'essència de la santedat i de l'apostolat, es nodreix a través de l'oració constant que són recolzats en normes de pietat per les quals es relaciona el cristià amb Jesús sagramentat, la Verge Maria, i la Bíblia. La mortificació, l'"oració dels sentits, es fa especialment a través d'una lluita esportiva per adquirir les virtuts humanes per amor".[5]"La santedat 'gran' està a complir els 'deures petits' de cada instant".
- Caritat i apostolat. Els cristians han de donar la màxima importància a la virtut de la caritat: comprensió, compassió, cortesia, ajuda als necessitats i correcció fraterna. L'amor té ordre, i comença en fer el deure. La caritat exigeix l'apostolat, donant el millor a la gent —el mateix Déu, font de pau i alegria.
- Unitat de vida. El cristià que practica aquestes ensenyances no té una doble vida, sinó el contrari, té una "unitat de vida" —una unió profunda amb Jesucrist. Així, el treball d'un veritable cristià es transforma en treball de Déu, Opus Dei.

El fonament de la vida cristiana és una consciència personal de la filiació divina. La filiació divina és l'estat fonamental del cristià com a fill o filla de Déu en Crist. "L'alegria ve de saber-se fills de Déu," diu San Josepmaria. L'Opus Dei, diu, és "un asceticisme somrient".

### Membres
Hi ha tres tipus de membres que formen part de la Prelatura de l'Opus Dei: numeraris, agregats i supernumeraris. La distinció entre els uns i els altres és la disponibilitat dels mateixos per ajudar en les activitats apostòliques de la Prelatura. Aproximadament un 20% dels membres de l'Opus Dei són numeraris. La gran part dels membres de l'Opus Dei són supernumeraris, homes o dones casades que es santifiquen especialment en el matrimoni i formant una família.

### L'Opus Dei i la política
La relació entre l'Opus Dei i la política ha estat un tema que ha generat polèmica. Membres de l'Opus Dei han participat en diversos governs. El cas més conegut és el dels ministres franquistes de comerç Alberto Ullastres, d'Hisenda Mariano Navarro Rubio o el promotor dels plans de desenvolupament, Laureano López Rodó. La institució defensa que la seva missió és únicament apostòlica, i que els seus membres són lliures d'actuar segons el seu criteri. L'extensa investigació de John Allen conclou que, en política, els membres de l'Opus Dei tenen opcions diverses, i entrevista un independentista català de l'Opus Dei.

### La crida universal a la santedat
«Fidel al carisma que va rebre, Josepmaria Escrivà visqué les virtuts amb heroisme a la vida ordinària», diu el Decret sobre les virtuts de Josepmaria Escrivà. Afirmant que «és comptat entre els grans testimonis del cristianisme», Joan Pau II el canonitzà el dia 6 d'octubre de 2002, i el va qualificar com a «sant de les coses ordinàries». El nombre de persones que van anar a Sant Pere o van enviar cartes reportant favors no té precedents.
Després d'un any d'investigar l'Obra entre els seus membres, Allen afirma que el que més el va impressionar va ser «la qualitat de la gent»; que «els membres de l'Obra lluiten realment per practicar el que prediquen». Els membres que ha conegut, com a barbers i conductors d'autobús, són molt treballadors i competents, i combinen la seva vida de pietat i apostolat «sense solució de continuïtat» amb el seu treball.

## Història

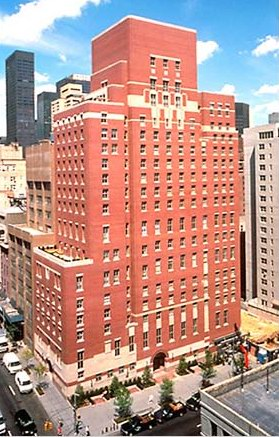
Seu de l'Opus Dei a Amèrica situat en una zona cèntrica de Nova York. S'utilitza per l'administració, cursos de recés, i com a centre de conferències. L'ocupen uns 60 numeraris i participen cada any a les seves activitats unes 10.000 persones. Es va construir a base de donatius diversos.

El 2 d'octubre de 1928, Josepmaria Escrivà de Balaguer va fundar l'Opus Dei com a «camí de santificació dirigit a tota classe de persones en el treball professional i en el compliment dels deures ordinaris del cristià». Això no corresponia amb la idea generalitzada d'aquella època que per ser sant s'havia de dur una vida consagrada únicament a Déu, és a dir, que només els religiosos o sacerdots podien ser sants.
L'any 1933 s'obre el primer centre de l'Opus Dei, l'Acadèmia DYA on s'imparteixen classes de Dret i Arquitectura. Un any després l'Academia DYA es converteix en una residència universitària.
Durant la Guerra Civil espanyola, en la qual s'inicia la persecució religiosa, Josepmaria Escrivà es veu obligat a refugiar-se en diversos llocs. La guerra civil espanyola impedeix estendre la labor apostòlica a altres països. El 1937, Josepmaria Escrivà i altres membres de l'Opus Dei van travessar els Pirineus per Andorra i van passar a la zona on l'Església no és perseguida.
Acabada la Guerra Civil Espanyola, Josepmaria Escrivà va tornar a Madrid. Les seves ensenyances s'expandeixen per altres ciutats d'Espanya. El començament de la Segona Guerra Mundial impedeix, una vegada més, els intents d'expandir l‘Opus Dei a altres nacions. Mentrestant, el 14 de febrer de 1943, Josepmaria Escrivà troba una solució jurídica que permetrà l'ordenació de sacerdots dins l'Opus Dei, la creació de la Societat Sacerdotal de la Santa Creu. Això es veu reflectit un any després, el 25 de juny de 1944, quan el bisbe de Madrid ordena els primers sacerdots de l'Opus Dei: Àlvar del Portillo, José María Hernández Garnica i José Luis Múzquiz.
Després de la Segona Guerra Mundial, el fundador de l'Opus Dei se'n va anar a viure a Roma. El 1941 fou reconeguda com a pia unió de dret diocesà pel bisbe de Madrid. El 24 de febrer de 1947, la Santa Seu atorga la primera aprovació pontifícia i dona a l'Opus Dei una entitat jurídica dins l'Església Catòlica, com a institut secular de dret pontifici, que obtindrà l'aprovació definitiva el 16 de juny de 1950 per part del papa Pius XII.
Des de llavors coneix una gran expansió arreu del món, especialment a Espanya i Hispanoamèrica. Josepmaria Escrivà mor a Roma el 26 de juny de 1975. El 15 de setembre del mateix any, Àlvar del Portillo és escollit per succeir-lo al davant de l'organització. El 28 de novembre de 1982, Joan Pau II erigeix l'Opus Dei en prelatura personal i nomena prelat Àlvar del Portillo.
El 17 de maig de 1992, és beatificat Josepmaria Escrivà a la plaça de San Pere (Roma); va ser canonitzat el 6 d'octubre de 2002.

### Altres membres de l'Opus Dei en procés de beatificació[calcitació]
- Àlvar del Portillo, successor de Sant Josepmaria.
- José María Hernández Garnica, un dels tres primers sacerdots de l'Opus Dei.
- Ernesto Cofiño Ubico, metge guatemalenc.
- Ernesto Ortiz de Landázuri, metge.
- Isidoro Zorzano, enginyer i obrer espanyol d'origen argentí.
- Montserrat Grases i García, laica i estudiant universitària, va morir de càncer als 19 anys.
- Toni Zweifel, laic, enginyer i empresari suís.
- José Luis Múzquiz, va néixer a Badajoz el 14 d'octubre de 1912. Va ajudar Balaguer a estendre la tasca de l'Opus Dei per nombrosos països, especialment als Estats Units.

### Documents oficials de l'Opus Dei
- Escrivà, Josepmaria. The Way, Furrow, The Forge, Christ is Passing By, Friends of God, Loyalty to the Church, Conversations with Msgr. Josemaria Escrivá, Scepter Publishers
- Shaw, Russel (1994). Ordinary Christians in the World Arxivat 2012-07-16 a Wayback Machine. --- Description of Opus Dei written by the Office of Communications, Prelature of Opus Dei in the United States

- Web de sant Josepmaria Escrivà
- Escrits del fundador de l'Opus Dei (català)
- Romana, butlletí oficial de l'Opus Dei
- Opus Dei Web oficial de l'Opus Dei, en català